# I Burn (minialbum)
I Burn – czwarty minialbum południowokoreańskiej grupy (G)I-dle, wydany 11 stycznia 2021 roku przez wytwórnię Cube Entertainment. Płytę promował singel „Hwaa”.

## Lista utworów
| CD | CD                       | CD                        | CD                                 | CD                            | CD      |
| Nr | Tytuł utworu             | Tekst                     | Kompozycja                         | Aranżacja                     | Długość |
| -- | ------------------------ | ------------------------- | ---------------------------------- | ----------------------------- | ------- |
| 1. | „Hann (Alone in Winter)” | Soyeon, Ahn Ye-eun        | Soyeon, Ahn Ye-eun                 | BreadBeat, Ahn Ye-eun, Soyeon | 2:55    |
| 2. | „Hwaa”                   | Soyeon                    | Soyeon, Pop Time                   | Soyeon, Pop Time              | 3:17    |
| 3. | „Moon”                   | Soyeon                    | Minnie, FCM Houdini, FCM 667       | FCM Houdini, Minnie           | 3:20    |
| 4. | „Where Is Love”          | Soyeon                    | Soyeon, Lee Woo-min "collapsedone" | Lee Woo-min "collapsedone"    | 2:57    |
| 5. | „Lost”                   | Yuqi, Seo Jae-woo, Soyeon | Seo Jae-woo, Song Yuqi             | Seo Jae-woo                   | 3:01    |
| 6. | „Dahlia”                 | Minnie, BreadBeat, Soyeon | BreadBeat, Minnie                  | BreadBeat                     | 3:10    |

## Notowania
| Lista                                  | Pozycja |
| -------------------------------------- | ------- |
| South Korean Albums (Circle)           | 3       |
| Japanese Albums (Oricon)               | 35      |
| US Heatseekers Albums (Billboard)      | 20      |
| US Top Album Sales (Billboard)         | 54      |
| US Top Current Album Sales (Billboard) | 33      |
| US World Albums (Billboard)            | 10      |

## Nagrody w programach muzycznych
| Program                | Data             | Źródło |
| ---------------------- | ---------------- | ------ |
| Show Champion (MBC M)  | 20 stycznia 2021 | [ 8 ]  |
| M Countdown (Mnet)     | 21 stycznia 2021 | [ 9 ]  |
| M Countdown (Mnet)     | 28 stycznia 2021 | [ 10 ] |
| M Countdown (Mnet)     | 4 lutego 2021    | [ 11 ] |
| Music Bank (KBS2)      | 22 stycznia 2021 | [ 12 ] |
| Show! Music Core (MBC) | 23 stycznia 2021 | [ 13 ] |
| Show! Music Core (MBC) | 30 stycznia 2021 | [ 14 ] |
| Inkigayo (SBS)         | 24 stycznia 2021 | [ 15 ] |
| Inkigayo (SBS)         | 31 stycznia 2021 | [ 16 ] |
| The Show (SBS MTV)     | 26 stycznia 2021 | [ 17 ] |

## Sprzedaż
| Kraj             | Sprzedaż |
| ---------------- | -------- |
| Korea Południowa | 219 409  |